# Římskokatolická farnost Rajhrad
Římskokatolická farnost Rajhrad je územní společenství římských katolíků s farním kostelem Povýšení svatého Kříže v děkanství šlapanickém. Do farnosti patří kromě Rajhradu také obce Holasice, Opatovice, Otmarov, Popovice, Rajhradice a Rebešovice.

## Historie farnosti
10. listopadu 1330 povolil olomoucký biskup Jindřich Berka z Dubé a Lipé zřídit ve vsi Rajhradě kapli, kterou zasvětil Povýšení sv. Kříže. Kaple vznikla z důvodu častých záplav, kterými řeka Svratka sužovala oblast při jarních oblevách a větších deštích. Farníkům z Rajhradu, Čeladic, Popovic, Holasic, Syrovic a Sobotovic tak znemožňovala účast na bohoslužbách v klášterním kostele sv. Petra a Pavla v benediktinském opatství v Rajhradě, jenž zároveň sloužil jako farní kostel. Bohoslužebné úkony spojené se křty, svatbami či pohřby se však nadále konaly v klášterním kostele. V 16. století byla kaple opravena. V 17. století byla stavba vážně poničena nejdříve během vpádu Švédů roku 1645 a posléze tureckými vojsky roku 1663. Zničenou kapli obnovil mezi lety 1682–1683 probošt Celestin Arlet a dal ji zvětšit. Výslednou podobu, závislou s největší pravděpodobností na projektu vyhotoveném architektem italského původu Janem Blažejem Santinim-Aichelem získal kostel mezi lety 1765–1766. Po dokončení přestavby byl kostel dne 10. dubna 1767 povýšen olomouckým biskupem Maxmiliánem z Hamiltonu na farní. Tento status si uchovává dodnes.

## Duchovní správci

### Farnost
- 1883–1893 P. Vojtěch Jakub Slouk, OSB, farář
  - 1883–1884 P. Benno Heřman Schaffra OSB, kooperátor
  - 1884–1893 P. Vintíř Karel Schössler, OSB, kooperátor
- 1893–1913 P. Petr Jan Hlobil, OSB, farář
  - 1893–1900 P. Kristin Bohumil Lux OSB, kooperátor
  - 1893–1896 P. Lev Lambert Hublík OSB, kooperátor
  - 1896–1910 P. Alois Josef Kotyza OSB, kooperátor
  - 1900–1904 P. ThDr. Placid František X. Buchta OSB, kooperátor
  - 1904–1911 P. Karel Rudolf Musil OSB, kooperátor
  - 1907–1908 P. Vojtěch Jan Horák OSB, kooperátor
  - 1909–1912 P. ThDr. Placid František X. Buchta OSB, kooperátor
  - 1911–1918 P. Vojtěch Jan Horák OSB, kooperátor
  - 1912–1916 P. Jan Nep. František Kopáček OSB, kooperátor
- 1913–1921 P. ThDr. Placid František Buchta, OSB, farář
  - 1917–1925 P. František Rudolf Bouzek OSB, kooperátor
  - 1918–1937 P. Jan Nep. František Kopáček OSB, kooperátor
  - 1919–1922 P. Vojtěch Jan Horák OSB, kooperátor
- 1921–1922 P. Petr Jan Křtitel Hlobil OSB, farář
- 1922–1935 P. Vojtěch Jan Horák, OSB, farář
  - 1925–1934 P. Václav Jan Pokorný, OSB, kooperátor
  - 1933–1938 P. Cyril Josef Krejčí, OSB, kooperátor
- 1935–1955 P. Karel Rudolf Musil, OSB, farář
  - 1934–1940 P. Vojtěch Jan Horák OSB, kooperátor
  - –1936 P. František Rudolf Bouzek OSB, kooperátor
  - 1939–1941 P. Prokop Alois Vostal OSB, kooperátor
  - 1940–1941 P. Benedikt Karel Malý OSB, kooperátor
  - 1941–         P. Antonín František Sal. Červenka OSB, kooperátor
  - 1941–1946 P. Benedikt Karel Malý OSB, kooperátor
  - 1941–1944 P. František Rudolf Bouzek OSB, kooperátor
  - 1943–1945 P. Petr Adolf Unger OSB, kooperátor
  - 1945–1946 P. Josef František Holzmann OSB, kooperátor
  - 1946–1948 P. Metoděj Antonín Jedlička OSB, kooperátor
  - 1947–1947 P. Prokop Alois Vostal OSB, kooperátor
  - 1948–         P. Jan Nep. František Kopáček OSB, kooperátor
  - 1948–         P. Vojtěch Jan Horák OSB, kooperátor
  - 1950–1951 P. Josef Holzmann OSB, kooperátor
  - 1951–1955 P. František Fučík, kooperátor
- 1955–1990 P. František Fučík, farář
  - 1956–1960 P. Pavel František Šesták OSA
  - 1961–1972 P. Václav Večeřa, kooperátor
  - 1972–1974 P. Zdeněk Antonín Kovář OFMCap., kooperátor
  - 1974–         P. Vladislav Dvořák, kooperátor
  - 1975–         P. Josef Kohoutek, kooperátor
  - 1978–         P. Jiří Paleček, kooperátor
  - 1980–         P. František Sadílek, kooperátor
  - 1981–         P. Pavel Krejčí, kooperátor
  - 1985–         P. Michael Jelínek, kooperátor
  - 1986–         P. Karel Doležel, kooperátor
  - 1987–        P. František Bláha, kooperátor
  - 1988–         P. Pavel Buchta, kooperátor
  - 1989–         P. Jan Nekuda, kooperátor
- 1990–1991 P. Alois Pernička, administrátor
  - 1990–         P. František Fučík, kooperátor
- 1991–1997 P. Radim Jan Valík, OSB, farář
  - 1996–1997 P. Mgr. Dominik Maria Eremiáš, OSB, farní vikář
- 1997–2019 P. Augustin Ladislav Gazda, OSB, farář farnosti a převor-administrátor rajhradského kláštera[1][2]
  - 2002–2004 Beda Lubomír Kukula OSB († 29. 12. 2004), jáhen
  - 2003–2005 P. Ambros Alois Kapeller, OSB († 8. 2. 2013), farní vikář
  - 2004–2004 P. Beda Lubomír Kukula, OSB, farní vikář
  - 2010–2011 P. Mgr. Vojtěch Marek Malina OSB, jáhen
  - 2011–2016 P. Mgr. Vojtěch Marek Malina, OSB, farní vikář
- 2019–2020 P. Dominik Maria Eremiáš, OSB, administrátor excurrendo
- 2020–2023 R.D. Zdeněk Drštka, administrátor ex currendo z Modřic
- od roku 2023 P. ThLic. Tomáš Holý, administrátor ex currendo z Modřic[3]

### Duchovní správci u sester Těšitelek
- P. Klemens Humplík († 11. 11. 1934 Brno) – pensista ol. arc.
- P. Cyril Soušek
- Msgre Alois Pekárek († 14. 11. 1999 Rajhrad)

S platností od 1. srpna 2015 byl ustanoven rektorem kostela Božského Srdce Páně v Rajhradě a duchovním správcem u sester Těšitelek Božského Srdce Ježíšova v Rajhradě P. Mgr. Pavel Haluza.

## Bohoslužby
| Kostel                            | Místo      | Bohoslužba (den)                                 | Hodina                                    | Poznámka                          |
| --------------------------------- | ---------- | ------------------------------------------------ | ----------------------------------------- | --------------------------------- |
| kaple sv. Otmara                  | Otmarov    | sobota                                           | 18.00                                     | obecní kaple                      |
| kostel Povýšení svatého Kříže     | Rajhrad    | neděle čtvrtek                                   | 11.00 17.00 (zimní čas)/18.00 (letní čas) | farní kostel                      |
| kostel svatého Petra a Pavla      | Rajhrad    | neděle pondělí úterý čtvrtek                     | 8.00 6.30                                 | benediktinský klášterní kostel    |
| kostel Božského srdce Páně        | Rajhrad    | neděle pondělí úterý středa čtvrtek pátek sobota | 9.00 7.00                                 | klášterní kostel sester těšitelek |
| kostel svatého Karla Boromejského | Opatovice  | neděle pátek                                     | 9.30 18.00                                | filiální kostel                   |
| kaple sv. Scholastiky             | Rajhradice | středa                                           | 18.00                                     | obecní kaple                      |
| kaple sv. Doroty                  | Rebešovice |                                                  |                                           | zámecká kaple                     |

## Řeholníci a kněží pocházející z farnosti
- Msgre Matouš Ferdinand Sobek z Bílenberka OSB († 29. 4. 1675 Praha) – první královéhradecký biskup
- P. Johann Franz Andreas Škarda († 8. 6. 1922 Střížov)
- P. František Božek († 16. 9. 1947 Opatovice)
- fr. Gaudentius František Mátl OSB († 1921 opatství Olinda, Brazílie)
- P. Josef Maršálek (+ 2. 12. 1994 Ivančice)
- P. Metoděj Antonín Jedlička OSB († 15. 7. 1981 Mariánské Lázně)
- P. Jan Křtitel Lang, SJ († 21. 3. 2007 Paddington, Velká Británie)
- P. prof. Doc. ThDr. František Jedlička († 3. 5. 1984 Praha)
- P. Stanislav Česlík († 18. 3. 1986 Most)
- P. Otmar Kaplan (z Otmarova († 3. 7. 1997 při řízení auta)
- fr. Angelus z Akry František Homola OFMCap.
- P. Mgr. Pavel Römer

## Aktivity ve farnosti
Den vzájemných modliteb farností za bohoslovce a bohoslovců za farnosti brněnské diecéze a Adorační den připadá na 22. listopad.
Od roku 2001 pořádá farnost 25. prosince živý betlém, jeden z největších na Moravě. V roce 2017 se do něj zapojila se do něj téměř stovka lidí. Svatou rodinu představovala rodina z farnosti, které se v uplynulém čase narodilo miminko, takže Ježíšek je opravdové dítě. V roli koledníků, a to jak dětí, tak dospělých, vystoupili rajhradští farníci. Předlohou pro živý betlém je betlém, který namalovala Marie Kvěchová.
Ve farnosti se pravidelně koná tříkrálová sbírka, v roce 2015 se při ní jen v Rajhradě vybralo 64 723 korun.